# De Generaal (dienstwoning)
Dienstwoning De Generaal is een rijksmonument aan de Luitenant Generaal van Heutszlaan in de gemeente Baarn in de Nederlandse provincie Utrecht.
Het dienstgebouw werd in 1913 gebouwd door J.F. Klinkhamer bij Buurtstation Baarn van de ULM. Dit station was eindpunt van de Stichtse lijn, de lokaalspoorweg Baarn - Den Dolder (- Utrecht), en lag vlak naast het station van de concurrerende maatschappij HSM. Behalve de relatie tot het voormalige buurtstation ontleent het pand haar cultuurhistorische en architectuurhistorische waarde aan het bouwtype, de bouwstijl en de detailleringen.
De geveltop met stolpende vensters is met verticale delen betimmerd. In de gevels en ontlastingsbogen zijn accenten in geel verblendsteen aangebracht. De vensterbanken en dorpels zijn van hardsteen. In de voorgevel bevinden zich twee deuren met aan elke zijde een venster. 

## Toeristen Informatie Punt
Van 2015 tot 2020 was in het voormalige dienstgebouw naast Eethuys-Café De Generaal het Toeristen Informatiepunt Vorstelijk Baarn gevestigd.

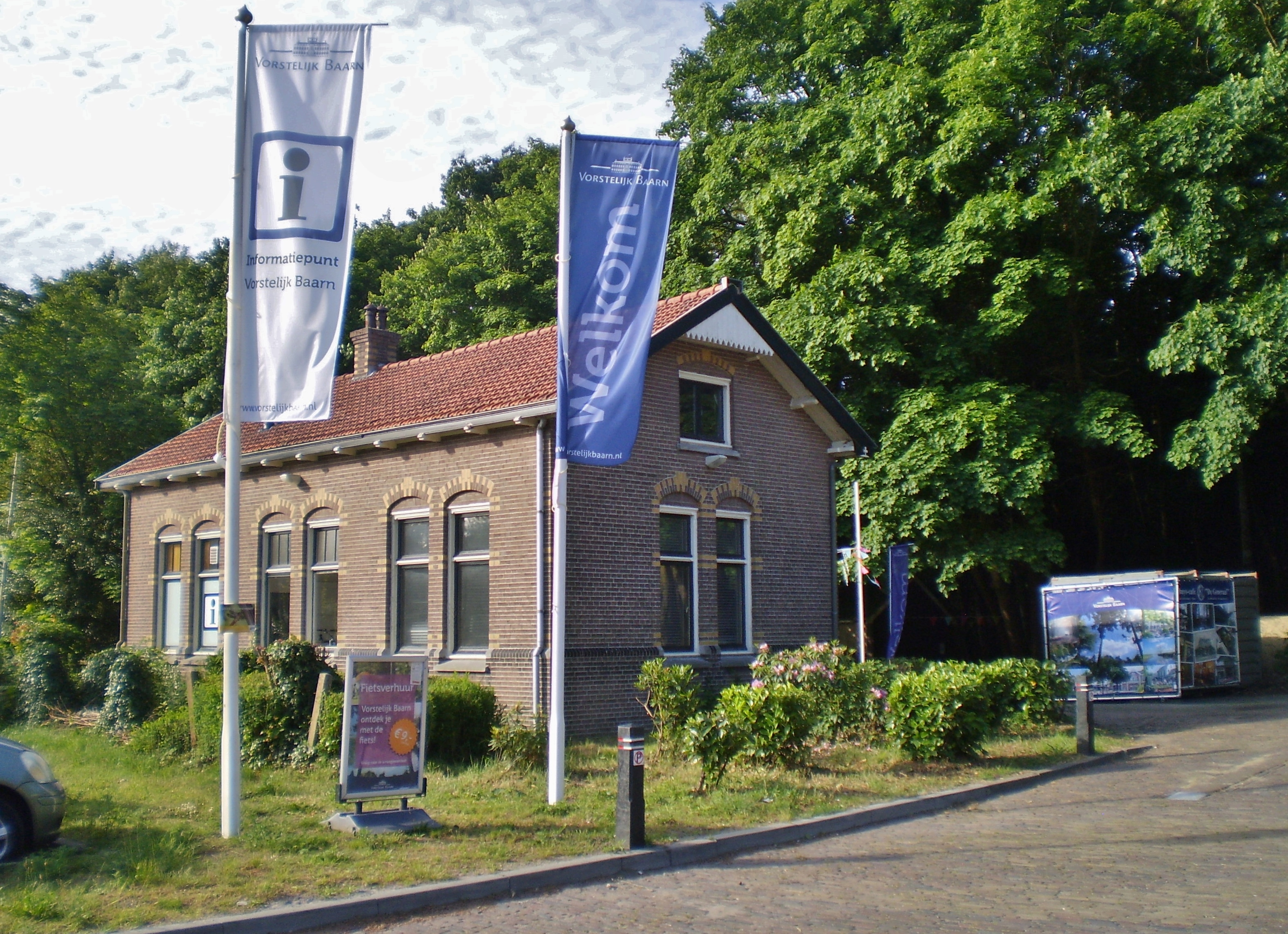
Voormalig dienstgebouw, tot 2020 Toeristisch Informatiepunt. Sinds 2020 is de Baarnse VVV gevestigd in de Huiskamer van het NS-station.